# 성덕왕
성덕왕(聖德王, 691년? ~ 737년 음력 2월)은 신라의 제33대 왕(재위: 702년 음력 7월 ~ 737년 음력 2월)이다. 신문왕의 둘째 아들이며 효소왕의 친동생이다.

## 개요
신문왕과 신목왕후의 차남으로, 초명(初名)은 천중(天中)이며, 휘(諱)는 융기(隆基)였으나 당나라(唐)로부터 현종(玄宗) 황제와 휘가 같다는 항의를 받고 흥광(興光)으로 고쳤다.

## 생애

### 내정
자식을 두지 못한 효소왕이 죽은 뒤 백성들에 추대되었으며, 즉위 3년(704년) 여름 5월에 승부령(乘府令) 소판 김원태(金元泰)의 딸을 왕비로 삼았다.
원년(702년) 9월에 대사면령을 내리고 문무 관리들에게 작 1급씩을 올려 주었으며, 여러 주와 군의 1년간 조세를 면제하였다. 이를 시작으로 5년(706년) 12월과 7년(708년) 여름 4월, 6년(707년) 봄 2월, 8년(709년) 가을 8월, 9년(710년), 12년(713년) 겨울 12월, 14년(715년) 겨울 12월, 15년(716년) 여름 6월, 26년(727년) 봄 정월, 30년(731년) 여름 4월까지 여러 차례에 걸쳐 죄수들에 대한 사면령을 내렸다.(《삼국유사》에는 태종 무열왕을 위해 봉덕사를 짓고 이레에 걸쳐 인왕도량을 열면서도 또 대사면령을 내렸다고 한다.) 이에 대해서는 훗날 안정복으로부터 「지나친 남발이었다」는 비판을 받기도 했다.
왕의 치세에는 4년(705년)과 6년(706년)에 걸쳐 거듭 흉작이 들었고, 누리의 피해와 가뭄, 산사태 같은 숱한 천변지이가 있었다. 왕은 즉위 4년(705년) 가을 8월과 30년(731년)에 여름 4월에 노인들에게 술과 밥을 내려 주었으며, 겨울 10월에 나라 동쪽의 주(州)와 군(郡)에 흉년이 들어 많은 유랑민이 생기자 친히 사자를 보내어 진휼하게 했다. 5년(706년)에는 창고를 열어 진휼하였는데, 곡식이 여물지 않아 기근이 이듬해까지 이어졌고 굶어죽는 사람이 속출하자, 6년(707년) 정월 초하루부터 7월 30일까지, 한 사람에게 하루에 벼 3되씩을 나누어 주었다. 이때 소요된 쌀은 모두 30만 5백 석에 달했다고 전한다. 2월에는 대사면령과 함께 백성들에게 오곡 종자를 나눠 주었다고 한다. 17년(718년) 2월에는 왕이 직접 나라 서쪽 지방의 주와 군을 두루 돌며 위문하고, 나이 많은 이와 홀아비, 과부, 고아, 자식 없는 늙은이들을 몸소 위로하고 물건을 내려 주기도 했다. 21년(722년) 가을 8월에는 처음으로 백성들에게 정전(丁田)을 지급하였는데, 이는 나라 안의 모든 땅은 모두 왕의 땅이라는 왕토사상(王土思想)에 근거한 것으로, 백성들이 기존에 소유하고 있던 사유지에 대한 소유권을 법제상으로 추인하고, 토지가 없는 백성들에게 국유지를 지급하는 조치가 뒤따랐던 것으로 여겨진다.

#### 신라의 문묘 설치
중앙 관료 기구도 정비되어, 12년(713년)에는 예부 아래에 전사서(典祀署)를 새로 설치하고, 13년(714년)에는 왕의 제칙과 조서 및 당이나 일본에 보내는 표문(表文)과 첩장 작성을 맡은 상문사(尙文舍)를 통문박사(通文博士)로 고쳤으며, 16년(717년)에는 의박사(醫博士)·산박사(算博士)를 창설하는 등 섬세한 정비를 진행시켰다. 또, 신라의 중앙 귀족의 대표인 상대등에 대해서, 종래는 왕의 재위중의 퇴임이 인정받지 못했지만, 27년728년에는 성덕왕은 상대등 배부(裵賦)의 퇴임을 허가해, 신라에 있어서의 상대등의 최초의 해임 예가 되었다. 왕권을 지지하는 중앙집권적 관료 기구가 정비되어 가는 것과 동시에, 귀족 연합의 약체화 현상이라고 볼 수 있다. 한편 11년(712년) 가을 8월에는 태대각간(太大角干) 김유신(金庾信)의 출가한 미망인 김씨를 부인(夫人)으로 삼고, 김유신의 공을 기려 부인에게 해마다 남성(南城)의 조(租) 1천 석을 지급하도록 명하고, 32년(733년)에는 김유신의 손자 김윤중(金允中)을 직접 월성(月城)으로 불러 대아찬을 제수하고 절영산(絶影山)의 명마 한 필을 하사하였다. 국왕 스스로 백관들의 지침서인 《백관잠(百官箴)》을 지어 여러 신하들에게 보였는데, 신하로서 왕에게 충성할 것을 강조함으로써 왕의 권위를 높이고 중앙집권제를 더 강화하기 위한 것이었다.
문화적인 면에서는 성덕왕 3년(704년)에 한산주총관(漢山州摠管)이 된 김대문(金大問)이 《화랑세기(花郞世記)》·《계림잡전(鷄林雜傳)》·《한산기(漢山記)》·《고승전(高僧傳)]]》·《악본(樂本)》 등의 저술을 남긴다. 또한 17년(718년)에는 누각(漏刻)을 설치하고 누각전(漏刻典)이라는 관서를 두었다. 연사전(煙舍典)이라는 관청도 이 해에 설치되었다. 31년(732년)에 경성주작전(京城周作典)을 설치하였는데, 이는 성곽 수리를 관장하는 관청이었다. 33년(734년) 봄 정월에는 백관에게 북문(北門)으로 들어와 진언(進言)토록 명하고 있다.

### 외교

#### 당과의 관계
외교적으로는 당에 대한 조공 및 하정사절을 빈번하게 파견하고 왕자나 왕제를 당에 숙위시키고 혹은 국학에 입학시키기도 했다. 11년(712년)에 당에서 현종이 즉위한 뒤, 당에서는 노원민(盧元敏)을 사신으로 보내와 왕의 이름을 고칠 것을 요청했고, 이때를 전후해 왕은 이름을 융기에서 흥광으로 고쳤다. 12년(713년) 10월에는, 표기장군(驃騎將軍) 특진(特進) 행좌위위대장군(行左威衛大將軍) 사지절(使持節) 대도독계림주제군사(大都督雞林州諸軍事) 계림주자사(雞林州刺史) 상주국(上柱國) 낙랑군공(樂浪郡公) 신라왕의 작위를 받았다. 2년(703년)에 당에 파견되었던 아찬 김사양(金思讓)은 이듬해 3월에 귀국하면서 《최승왕경(最勝王經)》을 당으로부터 들여왔고, 13년(714년)에 숙위로 당에 파견된 왕자 대감(大監) 김수충(金守忠)은 3년 뒤인 16년(717년) 가을 9월에 귀국하여 문선왕(文宣王)과 10철(十哲) 및 72제자의 초상화를 바쳤고 이는 신라의 태학(太學)에 안치되었다.(《삼국사기》) 안정복은 이를 두고 김인문(金仁問) 이래로 끊어졌던 숙위가 다시 이어진 것이라고 평가했다.
당에 들어간 신라 사신은 현종으로부터 환대를 받았는데, 12년(713년) 당에 파견된 사신은 현종이 문루(門樓)에 나와 접견하였으며, 숙위로 간 김수충은 현종으로부터 당에서 머무를 저택과 비단을 상으로 내리고 조당(朝堂)에서 잔치를 열어 주었다. 13년(714년) 윤2월에 파견된 급찬 박유(朴裕)는 당으로부터 조산대부(朝散大夫) 원외봉어(員外奉御)의 관작을 받아 돌아왔다. 겨울 10월에 당 현종이 내전(內殿)에서 신라의 사신들에게 잔치를 베풀었을 때, 이 잔치에는 당의 재신(宰臣)과 4품 이상의 청관(淸官)들만이 참여하도록 허락된 것이었다. 14년(715년) 봄 3월에 파견된 김풍후(金楓厚)는 이듬해 원외랑(員外郞) 관직을, 17년(718년)에 파견된 이름이 알려지지 않은 사신은 수중랑장(守中郞將)의 관작을 받아 돌아왔다고 한다. 25년(726년) 여름 4월과 5월에는 김충신(金忠臣)과 왕제 김근질(金釿質)을 당에 보내 각각 새해를 축하하고 또한 조공하였는데, 김근질은 당으로부터 낭장(郞將)의 관작을 받았다. 27년(728년) 가을 7월에 파견된 왕제 김사종(金嗣宗)은 과의(果毅) 관작과 함께 당에서 숙위하였다. 35년(736년) 겨울 11월에 왕의 종제(從弟)로서 파견된 대아찬 김상(金相)은 도중에 죽었는데, 현종은 애도의 뜻으로 그에게 위위경(衛尉卿)의 관작을 추증하였다.
신라에서는 당에 토산물을 바쳤지만 여자를 바친 때도 있었다. 22년(723년) 봄 3월에는 나마 천승(天承)의 딸 포정(抱貞)과 대사 충훈(忠訓)의 딸 정완(貞菀) 두 사람을 당 현종에게 바쳤는데, 현종은 이들이 멀리 고향을 떠나온 것을 감안해 차마 머무르게 할 수 없다며 돌려보냈다고 한다. 이 해 여름 4월에 다시 당에 사신을 보냈을 때, 신라에서 가져간 물품은 과하마(果下馬) 한 필과 우황, 인삼, 미발(美髢), 조하주(朝霞紬)·어아주(魚牙紬) 등의 비단, 매를 아로새긴 방울[鏤鷹鈴], 해표피(海豹皮), 금은 등을 바쳤다. 당에서 신라에 보낸 물품은 23년(724년) 봄 2월에 김무훈(金武勳)을 당에 보내 새해를 축하하였을 때, 귀국하는 무훈에게 현종이 부쳐보낸 글에서는 비단 두루마기[錦袍]와 금띠 및 채색 비단과 흰 비단 합쳐 2,000필 이었다고 했다. 또한 29년(730년) 봄 2월에는 왕족 지만(志滿)을 보내 당에 조회하면서, 신라산 물품으로 작은 말 다섯 필, 개 한 마리, 금 2,000량(兩), 두발(頭髮) 80량, 바다표범 가죽 10장을 바쳤는데, 현종은 지만에게 태복경(太僕卿)의 관작을 주고 명주 1백 필, 자줏빛 두루마기, 비단으로 만든 가는 띠[錦細帶]를 내렸으며 머물러 숙위하게 하였다고 《삼국사기》는 적고 있다. 30년(731년) 봄 2월에는 하정사로 김지량(金志良)을 파견했는데, 이때 신라에서 바친 물품에는 금은과 함께 우황도 포함되어 있었다. 
현종은 김지량을 태복소경원외치(太僕少卿員外置)의 관작을 제수하고 무늬없는 비단[帛] 60필을 주어 돌려 보냈으며, 따로 왕에게는 무늬있는 채색비단[綾綵] 500필과 무늬없는 비단[帛] 2,500필을 주었다. 32년(733년)에는 흰 앵무새 암수 각 한 마리씩과 자주색 얇은 비단에 수놓은 두루마기[紫羅繡袍], 금은으로 세공한 그릇, 상서로운 무늬가 있는 비단, 다섯 가지 색깔로 물들인 얇은 비단[五色羅綵] 등 도합 300여 단(段) 등의 물품을 당 현종이 신라왕에게 보냈다. 이를 감사하러 보낸 사신 지렴(志廉)에 대해서도 현종은 비단 다발[束帛]을 내리고 있다.

#### 발해 및 일본과의 관계
이때는 발해(勃海)와 당 사이의 대립이 심화되고, 발해의 무왕(武王)이 수군을 일으켜 당의 등주(登州)를 선제공격하면서 당은 신라를 끌어들여 발해를 견제하고자 했던 때였다. 32년(733년) 현종은 앞서 신라에서 파견되어, 당에서 좌령군위원외장군(左領軍衛員外將軍)의 관직을 받아 오랫동안 숙위하고 있던 김충신을 통해 신라와 군사적인 연락을 계속 주고받는 한편, 태복원외경(太僕員外卿)으로 당에 머무르고 있던 김사란(金思蘭)을 신라에 귀국시키면서(《삼국유사》에는 이때 당에서 온 객사는 모두 604명이었다고 한다.) 왕에게 개부의동삼사(開府儀同三司)·영해군사(寧海軍使)의 작호를 주고, 각간 사공(思恭)과 이찬 정종(貞宗), 윤충(允忠), 사인(思仁) 등의 4명의 장군으로 하여금 군사를 일으켜 발해의 남쪽을 치게 하였으나, 계획이 실행되기도 전에 발해를 치러 갔던 당군이 폭설을 만나 산길이 막히고, 얼어죽은 병사가 반을 넘자 당은 발해를 공격하는 것을 그만두었고 신라도 출병하지 않았다. 겨울 12월에 왕은 조카 지렴을 당에 보내 조회하고, 앞서 물품을 받은 것에 사은하였다. 이때 신라에서 당에 보낸 물품은 《삼국사기》에 따르면 작은 말 두 필과 개 세 마리, 금 500량, 은 20량, 베 60필, 우황 20량, 인삼 200근, 두발 100량, 바다표범 가죽 16장이었다. 또한 앞서 당에서 좌령군위원외장군(左領軍衛員外將軍)의 관직을 받아 오랫동안 숙위하고 있던 신라의 김충신과 교대하기 위한 목적이 있었다.
군사적인 측면에서 신라의 경계 대상은 발해 그리고 일본이었다. 발해의 팽창에 맞서 신라는 20년(721년) 가을 7월에 하슬라(何瑟羅) 지역의 정부(丁夫) 2천 명을 뽑아 북쪽 국경에 장성(長城)을 쌓았는데, 33년(734년)에 이르러 당은 왕에게 영해군대사(寧海軍大使)의 관작과 함께 정절(旌節)을 주어 발해의 견제를 맡겼다. 김지렴과 교대하게 된 김충신은 이때 현종에게 표를 올려 부사(副使)의 직책을 임시로 내려줄 것을 현종에게 요청하고 있다. 여름 4월에 신라에서는 대신인 김단갈단(金端竭丹)을 보내 새해를 축하하였고, 현종은 그를 내전에 불러 잔치를 열어준 뒤 위위소경(衛尉少卿)의 관작을 내리고, 비색 난포(襴袍)와 평만은대(平漫銀帶) 및 명주 60필을 하사했다. 지렴은 이때에 이르러 홍려소경원외치(鴻臚少卿員外置)의 관작을 제수받았다. 이듬해(735년) 다시 김의충(金義忠)을 당에 하정사로 보냈는데, 2월에 부사(副使) 김영(金榮)이 당에서 죽어 당으로부터 광록소경(光祿少卿) 벼슬을 추증받았다. 돌아오는 의충에 부쳐 당은 패강(浿江) 이남에 대한 신라의 영유권을 완전히 승인했다. 이는 신라와 당 사이에서 세력을 키운 발해에 대한 대항이라는 이해관계에서 나온 것이다. 왕은 이듬해(736년) 여름 6월에 당에 사신을 보내 새해를 축하하고 아울러 표문을 올려 감사의 뜻을 보냈다.
한편, 일본과는 2년(703년) 204명에 달하는 일본국 사신을 받아들일 정도로 초기에는 우호관계였지만 후반에 이르러 갑자기 대립 구조가 조성되었다. 《해동제국기(海東諸國記)》에는 성덕왕 19년(720)에 신라가 일본의 서쪽 변방을 쳤다고 기록하고 있다. 21년(722년) 10월에 모화군(毛火郡)에 모벌군성(毛伐郡城)을 쌓아 관문으로 삼고, 일본의 적들의 길을 막았다. 성의 둘레는 6,792보(步) 다섯 자에 동원된 역도(役徒)는 39,262인이었으며, 책임자는 원진(元眞) 각간이 맡았다. 이는 경주의 동남쪽 경계였다. 30년(731년)에는 동쪽 해안으로 쳐들어온 일본의 병선 300척을 격퇴하고, 가을 9월에 백관에게 명하여 적문(的門)에 모여 수레 쇠뇌[車弩] 쏘는 것을 관람하는 등의 군사훈련을 실시했다. 패강 이남 지역의 영유권을 승인받은 뒤인 35년(736년) 이찬 윤충과 사인 영술(英述)을 시켜 평양(平壤)·우두(牛頭) 두 주(州)의 지세를 살펴보게 하였다.
재위 36년(737년) 2월에 승하하였다. 성덕왕으로 시호가 추봉되고, 이거사(移車寺) 남쪽에 묻혔다. 당으로부터 태자태보(太子太保)의 관직이 추증되었다. 신라 중대, 그리고 하고(下古) 왕대의 국왕 가운데 가장 오랜 기간 재위한 국왕으로 기록된다.

## 능묘·능비·원찰
성덕왕릉의 현재 행정구역상의 주소는 경북 경주시 조양동 산8번지이다. 경주에서 불국사(佛國寺) 방향으로 가는 길의 동남쪽 언덕 소나무숲 속에 자리하고 있으며 총면적은 11,174m2이다. 《삼국사기》에는 왕을 이거사 남쪽에 장사지냈다고 했는데, 《신증동국여지승람(新增東國輿地勝覽)》및 《동사강목(東史綱目)》은 이거사를 경주부 동쪽 도지곡리(都只谷里)에 있다고 했고 현재 성덕왕릉 북쪽에 이거사로 추정되는 절터가 있다. 무덤 밑부분에는 둘레돌을 배치하여 봉분을 보호하였는데, 높이 90cm 정도의 돌(면석)을 두르고 그 위에 덮개돌인 갑석을 올렸다. 면석 사이에는 기둥 역할을 하는 탱석을 끼워 고정시켰으며, 그 바깥쪽에 세모 모양의 돌을 세워 받치고 있다. 삼각형의 받침돌 사이에 12지신상이 배치되어 있는데, 네모난 돌 위에 갑옷을 입고 무기를 들고 서 있는 모습의 조각이 심하게 파손되어 있다. 무덤 앞쪽에는 석상이 놓여있고, 무덤 주위의 네 군데 모서리에는 돌사자를 배치하였다. 석상 앞쪽 양 옆으로 문인석·무인석 각 1쌍을 세웠던 것으로 보이지만 지금은 무인석 한 개와 상반신만 남은 석인(石人) 한 개가 남아 있다. 성덕왕릉에서 보이고 있는 석물의 사실적인 조각기법은 후기 신라 초기 양식에 속하며, 왕릉은 후기신라 시대의 왕릉으로서 완비된 모습을 갖춘 것으로 평가받고 있다.
성덕왕의 공적을 기리기 위해 세워진 비석은 경북 경주시 조양동 666번지에 있는데, 1979년에 경상북도 유형문화재 제96호로 지정되었다. 현재 남아있는 것은 목이 부러진 거북 받침대 뿐이며, 이수(螭首, 머릿돌)와 몸돌은 모두 사라지고 없다. 태종무열왕릉비처럼 육각의 거북등 무늬에 앞발과 뒷발에는 각각 다섯 개와 네 개의 발톱까지 세밀하게 새겼고, 등 한가운데에는 몸돌을 꽂았던 네모난 모양의 홈 자국이 파여 있다. 등에 새겨진 무늬나 다른 당초문(唐草紋)를 통해 대략 8세기 전반의 작품으로 추정하고 있다. 1935년에 민간인 최남주(崔南柱) 씨에 의해 두 개의 파편이 처음 발견되었고, 1966년 1월에 귀부 주변을 정리하는 과정에서 또 민간인 박일훈(朴日薰) 씨에 의해 여섯 개의 비석 파편이 발굴되었는데, 두 개에서만 각각 한 글자씩 판독할 수 있었다. 글씨의 크기는 약 3cm의 해서체(楷書體)이며, 연꽃무늬 기왓조각과 머릿돌의 조각도 함께 발견되었으며 출토되었는데 모두 경주박물관에 소장되어 있다.

## 가계
또다른 아들로 수충(守忠)이 있으나 누구의 소생인지는 알 수 없다.

### 선대
- 조부 : 문무왕(文武王, 626~681 재위: 661~681) - 신라 제 30대 왕
- 조모 : 자의왕후 김씨(慈儀王后 金氏, ? ~ 681)
  - 아버지 : 신문왕(神文王, 653?~692, 재위:681~692) - 신라 제 31대 왕
- 외조부 : 김흠운(金歆運, ? ~655)
- 외조모 : 요석공주(瑤石公主)
  - 어머니 : 신목왕후 김씨
    - 형 : 효소왕(孝昭王, 687~702 재위: 692~702)
- 부인과 후손
  - 왕비 : 성정왕후(成貞王后 金氏) - 승부령(乘府令) 소판(蘇判) 김원태(金元太)의 딸, 엄정왕후(嚴貞王后)라고도 한다. 3년(704년) 여름 5월에 입궁했다가 15년(716년) 3월에 출궁. 채색비단 5백 필과 밭 2백 결(結), 조(租) 1만 섬을 받았으며, 강신공(康申公)의 옛 집을 사들여 궁밖에서의 거처로 내려 주었다.
    - 딸 : 사소부인 - 이찬 김효방(金孝芳)에게 출가.
      - 외손 : 선덕왕

    - 아들 : 김중경(金重慶) - 태자였으나, 16년(717년) 사망. 시호는 효상태자(孝殤太子)
    - 아들 : 김수충(金守忠) - 721년 불교에 귀의.

  - 왕비 : 소덕왕후 김씨(炤德王后 金氏) (점물왕후) - 이찬(伊飡) 김순원(金順元)의 딸. 19년(720년) 3월에 납비(納妃). 23년(724년)에 사망.
    - 아들 : 효성왕(승경 承慶) - 신라 제34대 왕
    - 아들 : 경덕왕(헌영 憲英) - 신라 제35대 왕
    - 며느리 : 경수왕후 김씨 (만월부인)
      - 손자 : 혜공왕 - 신라 제36대 왕

## 참고 자료
- 《삼국사기》
- 《삼국유사》
- 《동사강목》

## 같이 보기
- 발해
  - 고왕 (698년 - 719년)
  - 무왕 (719년 - 737년)

### 주해
1. ↑  개원(開元)은 당 현종의 연호로 개원 10년은 성덕왕 21년(722)이다. 《삼국사기》권8 성덕왕 21년 10월의 기록(築毛伐郡城, 以遮日本賊路)과 일치하므로 효성왕대의 일이 아니라고 보인다. (“한국사데이터베이스 - 삼국유사”. 국사편찬위원회. 譯註 002 당 현종의 연호로 이때는 성덕왕 21년(722)이다. ≪삼국사기≫ 권8 성덕왕 21년 10월의 기록(築毛伐郡城, 以遮日本賊路)과 일치하므로 효성왕대의 일이 아니라고 보인다.)